# Sibara deserti
Sibara deserti là một loài thực vật có hoa trong họ Cải. Loài này được (M.E. Jones) Rollins miêu tả khoa học đầu tiên năm 1947.